# Rentgenová fotoelektronová spektroskopie

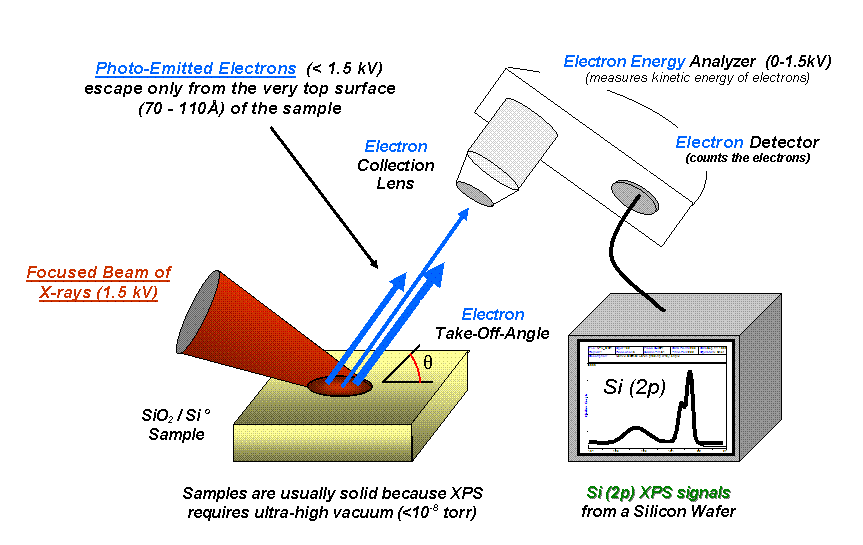
Základní součásti soustavy pro monochromatickou XPS

Rentgenová fotoelektronová spektroskopie (XPS) je kvantitativní spektroskopická metoda založená na fotoelektrickém jevu, která umožňuje určit, které chemické prvky jsou přítomny ve vzorku nebo na jeho povrchu, jejich chemické stavy, celkovou elektronovou strukturu, a hustotu elektronových stavů. Neukazuje jen, jaké prvky jsou přítomny, ale také prvky, na které jsou navázány. Často se používá na zkoumání chemických procesů v materiálech po vystavení teplu, reaktivním plynům nebo roztokům, nebo ultrafialovému záření.
XPS patří mezi fotoemisní spektroskopické metody, kde se získávají elektronová spektra ozářením vzorků rentgenovými paprsky. Chemické stavy se zjišťují pomocí měření kinetických energií a počtu vyzářených elektronů. XPS se obvykle provádí ve vysokém (za tlaků kolem 10−6 Pa) nebo ultravysokém vakuu (<10−7 Pa), vyvíjeny jsou ale také postupy umožňující analýzu při tlacích v řádu 103 Pa.
Rentgenovou fotoelektronovou spektroskopií lze lehce zachytit všechny prvky kromě vodíku a helia. Mez detekce bývá u molárních zlomků okolo 10−3, lze ale dosáhnout i hodnot řádově 10−6.
XPS se používá například k analýze anorganických sloučenin, slitin, polymerů, chemických prvků, katalyzátorů, skla, keramiky, barev, papíru, inkoustů, dřeva, zubů, kostí, biomateriálů, nátěrů, olejů, a lepidel. Méně časté je její používání na materiály, jako jsou hydrogely a biologické vzorky, které jsou zmraženy v hydratované podobě, kdy se vytváří vrstvy ledu, jež se před analýzou musí odsublimovat.

## Fyzikální podstata

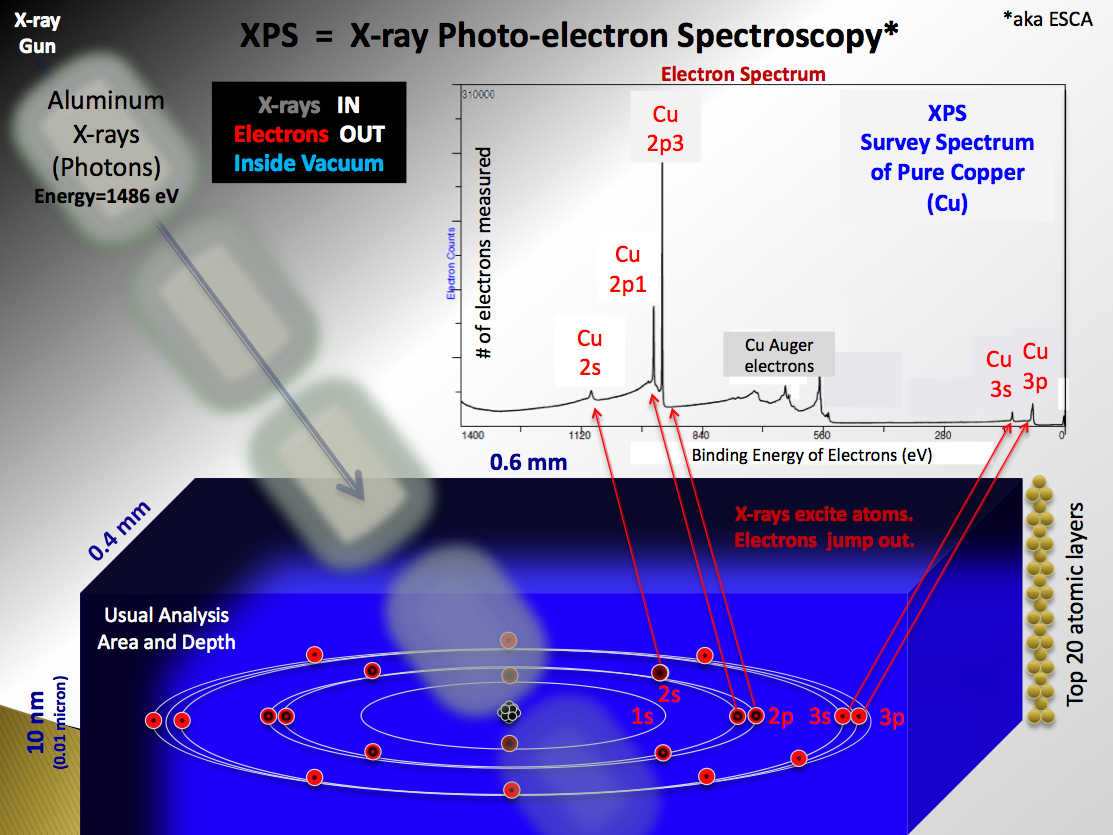
Fotoelektrický jev

Protože je známa energie rentgenových fotonů o určité vlnové délce (například u Al Kα jde o 1486,7 eV), tak lze na základě změřené kinetické energie vyzařovaných elektronů jejich vazebné energie zapsat jako:
{\displaystyle E_{\text{b}}=E_{\text{foton}}-\left(E_{\text{k}}+\phi \right)},
kde Eb je vazebná energie elektronu, Efoton energie použitých fotonů, Ek kinetická energie uvolněných elektronů, a {\displaystyle \phi } je funkce práce pro daný povrch, zahrnující také malou odchylku odpovídající použitému přístroji Voltův potenciál. Na funkci práce lze nahlížet jako na faktor, který zohledňuje několik eV kinetické energie, jež fotoelektron získá po opuštění zdroje, než dorazí k detektoru; v praxi většinou není nutné s ní počítat.

## Historie

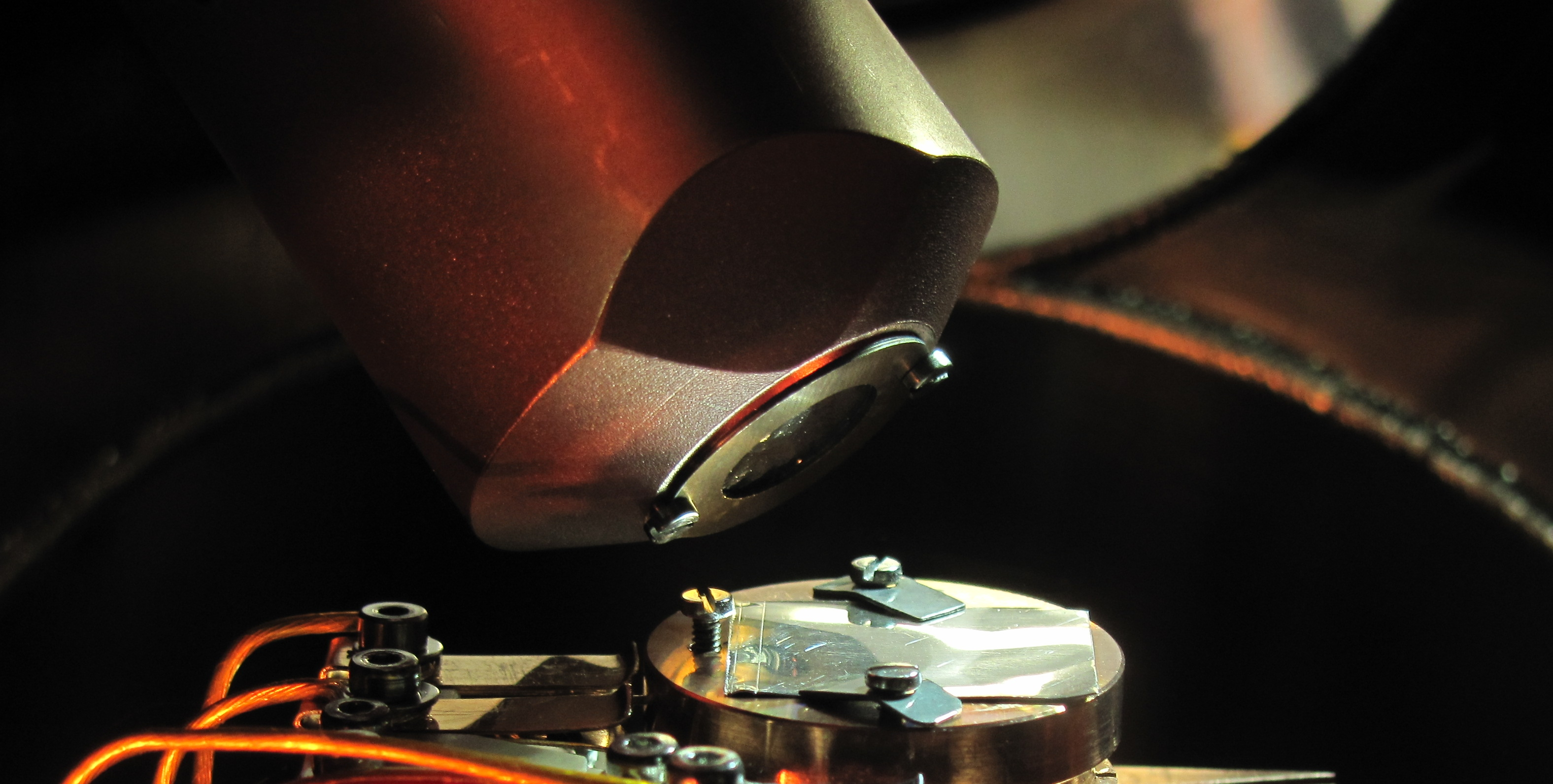
Pohled na starší, nemonochromatickou, soustavu pro XPS

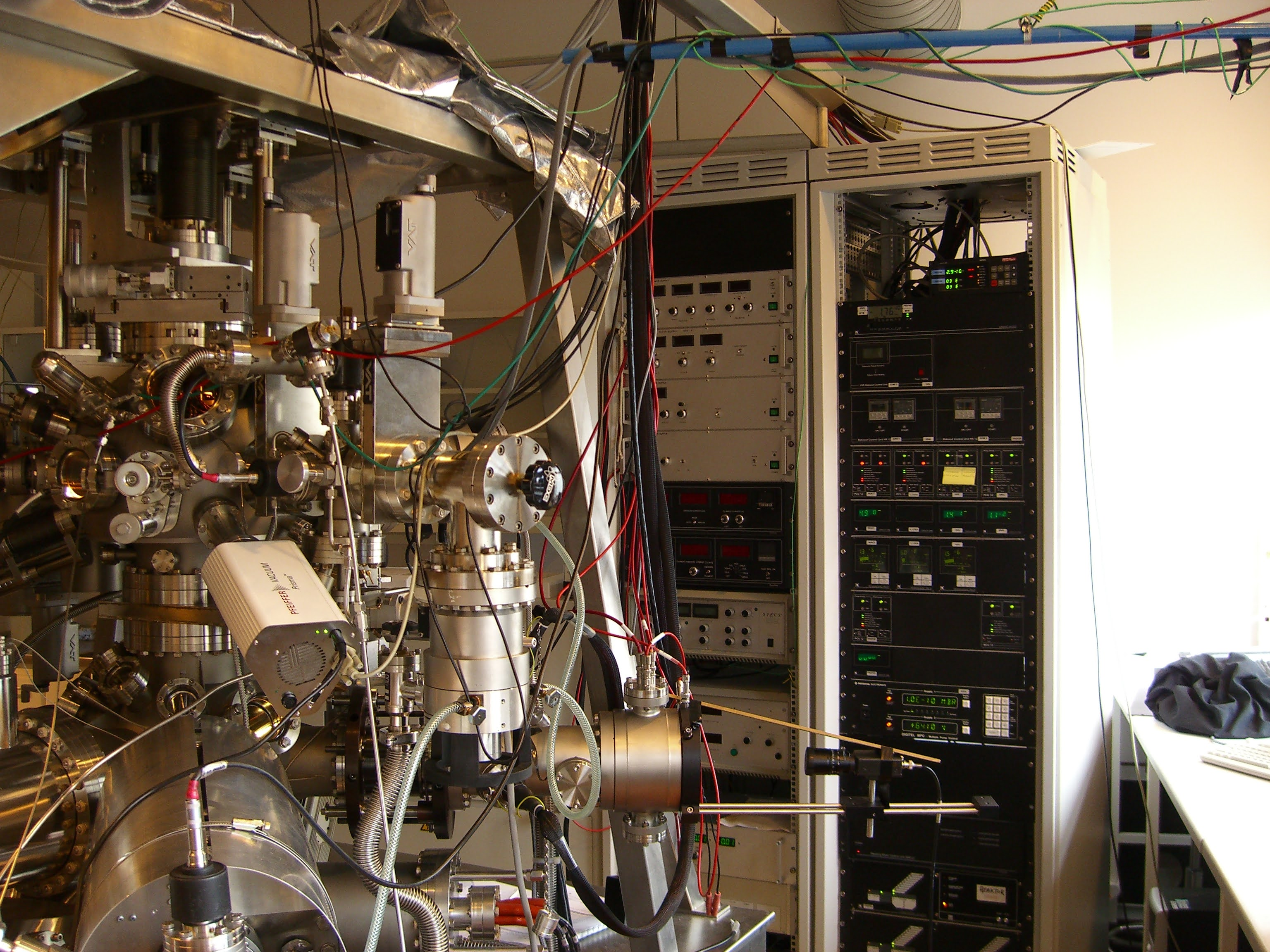
Obrázek rentgenového fotoelektronového spektrometru

V roce 1887 objevil Heinrich Hertz fotoelektrický jev, ale nedokázal jej vysvětlit; to se podařilo v roce 1905 Albertu Einsteinovi (který za to v roce 1921 získal Nobelovu cenu za fyziku). Roku 1907 experimentoval P. D. Innes s rentgenovými trubicemi, Helmholtzovými cívkami, a fotografickými deskami, za účelem záznamu spektra vyzařovaných elektronů jako funkce rychlosti, čímž získal první XPS spektrum. Další výzkumníci, například Henry Moseley, provedli nezávisle různé experimenty za účelem podrobného popisu těchto pásů. Po druhé svěrové válce Kai Siegbahn se svou výzkumnou skupinou učinil několik vylepšení přístrojového vybavení, a roku 1954 zaznamenal první vysokoenergetické spektrum rozštěpeného chloridu sodného (NaCl), čímž odhalil možné využití XPS. V roce 1967 vydal studii podrobně se zabývající rentgenovou fotoelektronovou spektroskopií, kde také provedl první pokusy s fotoemisí pomocí tvrdého rentgenového záření, které popsal jako „elektronovou spektroskopii pro chemickou analýzu“. V roce 1969, ve spolupráci se Siegbahnem, vyvinula skupina techniků (Mike Kelly, Charles Bryson, Lavier Faye, Robert Chaney) první přístroj pro monochromatickou XPS. Siegbahn obdržel v roce 1981 Nobelovu cenu za fyziku, za úsilí o rozvoj XPS a jeho využití jako užitečného analytického nástroje. Vedle prací Siegbahna rozpracoval David W. Turner ultrafialovou fotoelektronovou spektroskopii (UPS), vhodnou pro analýzu molekul, využívající heliové výbojky.

## Měření

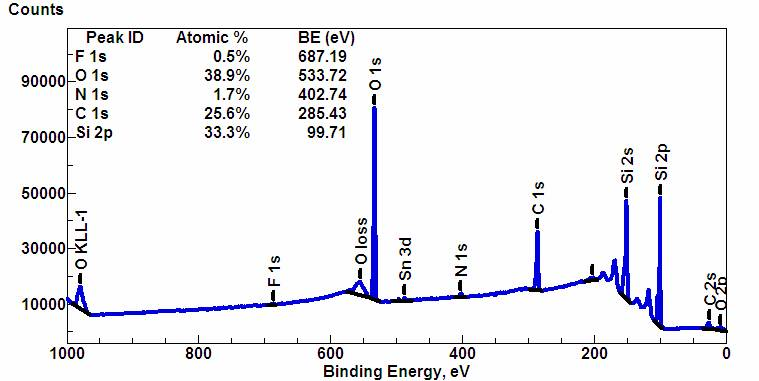
Spektrum znečištěného plátku křemíku, zobrazující všechny přítomné prvky

XPS spektrum je graf počtu zachycených elektronů o určitých vazebných energiích. Jednotlivé vrcholy spektra odpovídají elektronové konfiguraci valenčních elektronů atomu, například 1s, 2s, 2p, a 3s. Počet zachycených elektronů u každého vrcholu je přímo úměrný zastoupení prvku ve zkoumaném vzorku. K získání procentového zastoupení atomů se intenzity výchozích signálů vydělí faktorem relativní citlivosti a normalizují pro všechny zachycené prvky; protože tato metoda nedetekuje vodík, tak tato zastoupení atomů vodík nezahrnují.

### Kvantitativní přesnost
XPS se často používá k získávání empirických vzorců, protože se vyznačuje velmi dobrou kvantitativní přesností při použití na homogenní pevné látky. Absolutní určení vyžaduje certifikované (nebo nezávisle ověřené) standardní vzorky, bývá obtížnější, a provádí se méně často. Relativní kvantifikace je založena na srovnávání několika vzorků ze sady, kde se jeden nebo více analytů mění a ostatní složky vzorku (matrice) zůstávají stejné. Kvantitativní přesnost záleží na několika okolnostech: poměru signálu a šumu, intenzitě vrcholů spektra, relativní citlivosti, opravě podle elektronové transmisní funkce, homogennosti povrchu, oprava podle závislosti energie na střední volné dráze elektronů, a míře rozkladu vzorku při analýze. Za ideálních podmínek bývá kvantitativní přesnost atomových procent u nejsilnějších vrcholů okolo 90 až 95 . Kvantitativní přesnost slabších signálů, o intenzitách 10-20 %nejsilnějšího, jsou obvykle 60-80 %, a závisí na poměru sigmnálu a šumu.

### Meze detekce
Meze detekce mohou být značně odlišné. Obecně platí, že se s rostoucím atomovým číslem prvku zvyšují i účinné průřezy fotoelektronů. Vliv pozadí se zvyšuje s rostoucími atomovými čísly složek matrice, a vazebnými energiemi, protože se poté vytváří více sekundárně uvolňovaných elektronů.

### Rozklad během analýzy
Míra rozkladu závisí na citlivosti materiálu na rentgenové záření o dané vlnové délce, dávce rentgenového záření, teplotě povrchu, a kvalitě vakua. Kovy, slitiny, keramika, a většina skel nejsou měřitelně rozkládány monochromatickými ani nemonochromatickými rentgenovými paprsky; rozklad se objevuje u některých (ale ne všech) polymerů, katalyzátorů, vysoce oxygenovaných sloučenin, a řady anorganických i organických látek. Zdroje nemonochromatického rentgenového záření vytváří významná množství vysokoenergetického brzdného záření (o energiích 1–15 keV), které mění chemické vlastnosti mnoha materiálů. Nemonochromatické zdroje vydávají též značné množství tepla (vedoucího k zahřátí povrchu na 100 až 200 °C), protože anody vytvářející rentgenové záření obvykle bývají od vzorku vzdáleny pouze 1 až 5 cm. Velké množství tepla společně s brzdným zářením urychluje rozklad některých materiálů. Monochromatické zdroje vzorky téměř nezahřívají, protože od nich bývají více vzdáleny (50–100 cm); navíc se u nich používají monochromátory z křemene, které rozkládají brzdné záření a na vzorek tak působí pouze záření v úzkém rozsahu energií. Protože vakuum odstraňuje řadu plynů (například O2 a CO) a kapalin (například vodu, ethanol, nebo rozpouštědla) původně zachycené ve vzorku nebo na jeho povrchu, tak se chemie a morfologie povrchu proměňuje, dokud nedosáhne rovnováhy. ento druh rozkladu se často obtížně detekuje.

### Měřená plocha
Měřená plocha závisí na konstrukci přístroje. Nejmeší rozsah analyzované oblasti bývá mezi 10 a 200 mikrometry. Největší průměry monochromatických rentgenových paprsků bývají 1–5 mm a u nemonochromatických 10–50 mm. Spektroskopická rozlišení se u nových přístrojů, využívajících synchrotronové zdroje rentgenového záření, mohou dostat i pod 200 nm.

### Velikost vzorků
Velikosti vzorků pro rentgenovou fotoelektronovou spektroskopii se mohou pohybovat od milimetrů po centimetry, omezujícími faktory jsou rozměry držáku vzorku, přesun vzorku, a velikost vakuové komory. Velké vzorky lze otáčet a prozkoumat tak větší plochy.

### Doba analýzy
Podrobná analýza, měřící zastoupení všech detekovatelných prvků, zpravidla trvá 1–20 minut, zkoumání rozdílů v chemických stavech, s vysokým rozlišením, 1–15 minut (při vysokém poměru signál/šum je často potřeba více měření), 1–4 hodiny pro hloubková měření 4–5 prvků jako funkce vyleptané hloubky (zde se objevují největší rozdíly, protože dobu analýzy ovlivňuje mnoho různých faktorů). Obecně je doba analýzy závislá na vlastnostech přístroje.

## Povrchová citlivost
XPS detekuje pouze elektrony, které se dostaly od vzorku do vakuového prostředí přístroje. Aby se mohl oddělit od vzorku, tak jím musí fotoelektron projít. Fotoelektrony se mohou účastnit nepružných srážek, rekombinací, excitací vzorku, a zpětného zachytávání excitovaných stavů v materiálu, přičemž všechny tyto procesy zmenšují počet elektronů, které se oddělí od vzorku a jejich vliv roste s tloušťkou vzorku exponenciálně, takže signály analytů na povrchu jsou mnohem silnější než signály pocházející z větších hloubek pod povrchem. Tuto skutečnost lze použít k odhadům hloubky analytů v rozvrstvených materiálech.

## Chemické stavy a jejich posuny

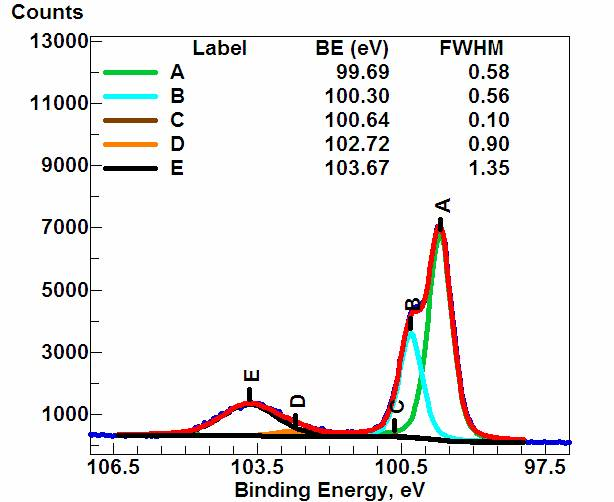
Spektrum s vysokým rozlišením u oxidovaného křemíkového plátku v rozmezí energií signálu Si 2p. Původní spektrum (červeně) je doplněno o pět chemických stavů, A až E. Více oxidované formy Si (SiO_{x}, x = 1-2) se objevují na vyšších energiích, okolo 103,67 eV. Elementární křemík, nacházející se pod vrstvou oxidovaného křemíku, vykazuje dublet na 100,30 eV (Si 2p_{1/2}) a 99,69 eV (Si 2p_{3/2}). Možnost „vidět“ čistý křemík skrz vrstvu oxidovaného naznačuje, že vrstva oxidu je tenká (2-3 nm)

Možnost získat údaje chemických stavech, tady vazbách mezi atomy, ve svrchních několika nanometrech vzorku činí z XPS užitečný nástroj pro zkoumání chemie povrchů. Vazebné prostředí je ovlivňováno oxidačními čísly a druhy nejbližších atomů, a hybridizacemi nejbližších či nejbližších následujících atomů; například základní vazebná energie 1s elektronu v uhlíku je 284,6 eV. Malé změny této energie, označované jako chemický posun (podobně jako u NMR), lze použít ke zjištění údajů o chemických stavech.
U uhlíku roste vazebná energie jednotlivých chemických stavů v tomto pořadí: karbid (-C2−), silan (-Si-CH3), methylen/methyl/uhlovodík (-CH2-CH2-, CH3-CH2-, a -CH=CH-), amin (-CH2-NH2), alkohol (-C-OH), keton (-C=O), organický ester (-COOR), uhličitan (-CO32−), monofluorovaný uhlovodík (-CFH-CH2-), difluorovaný uhlovodík (-CF2-CH2-), trifluorovaný uhlovodík (-CH2-CF3).[zdroj?]

## Přístroje
Hlavními součástmi soupravy pro XPS jsou zdroj rentgenového záření, vakuová komora magneticky stíněná mu-metalem, elektromagnetické čočky pro nasměrování elektronů, detektor elektronů, analyzátor energie elektronů, komora pro dodávání vzorku, a místo pro chlazení nebo zahřívání vzorku.
Nejčastějším druhem elektronového spektrometru je u XPS hemisférický elektronový analyzátor; tyto přístroje se vyznačují vysokým energetickým a prostorovým rozlišením u vyzařovaných elektronů, lze ale také použít mnohem jednodušší elektronové filtry - kuželovité zrcadlové analyzátory, používané nejčastěji při analýzách prvkového složení povrchu, tato zařízení představují přechod mezi potřebou vysokého počtu elektronů a vysokým úhlově/energetickým rozlišením. Obsahují dva kužely s navzájem rovnoběžnými osami umístěné před vzorkem, vnitřní má kladný potenciál a vnější záporný. Projít přes tuto soustavu a následně být detekovány mohou pouze elektrony o určité energii. Počty elektronů bývají vysoké, ale úhlové i energetické rozlišení nízké.
Elektrony jsou detekovány elektronovými násobiči, zařízeními obsahujícími skleněný kanál s odporovým povlakem na vnitřní straně. Mezi počátkem a koncem se vytvoří vysoké napětí. Příchozí elektron se urychluje ke stěně, kde odebírá více elektronů, čímž se vytváří zesílený proud elektronů do chvíle, kdy je tento proud měřitelný.

### Laboratorní XPS
V laboratořích se používají nemonochromatické paprsky anodového záření Al Kα nebo Mg Kα o průměrech 10–30 mm, případně soustředěné A monochromatizované Al Kα o průměru 20-500 μm. Monochromatické paprsky Al Kα se obvykle vytváří rozptylem a soustředěním nemonochromatického rentgenového záření na tenké vrstvě krystalického křemene s orientací <1010>. Získaná vlnová délka činí 0,833 86 nm, čemuž odpovídá energie fotonů 1486,7 eV. Aluminum Kα X-rays mají plnou šířku na polovině maxima 0,43 eV, se střední hodnotou 1486,7 eV (E/ΔE = 3457). U dobře optimalizovaného monochromátoru je energetická šířka monochromatizovaného záření Al Kα 0,16 eV, ale v běžných analyzátorech ebývá širší, o hodnotách kolem 0,25 eV, což bývá hodnota rozlišení energie u běžných přístrojů. V praxi vysoké rozlišení energie vytváří u mnoha čistých prvků a některých sloučenin vrcholy o šířkých 0,4 až 0,6 eV. Nemonochromatické rentgenové paprsky získané z hořčíku mají vlnovou délku 0,989 nm, tedy energii 1253 eV. Energetická šířka nemonochromatizovaných retgenových paprsků je přibližně 0,70 eV, což odpovídá výslednému rozlišení u soustavy využívající nemonochromatické záření. Nemonochromatické zdroje nepoužívají krystaly rozptylující rentgenové záření, což umožňuje všem primárním paprskům a lines a celému spektru brzdného záření (1–12 keV) dosáhnout k povrchu.

### Synchrotronová rentgenová fotoelektronová spektroskopie
Průlom v XPS přineslo využívání synchrotronových zdrojů záření. Svazky relativistických elektronů jsou v nich udržovány na kruhových drahách a urychlují se magnety, čímž se získávají vysoké toky fotonů. Paprsky bývají o několik řádů intenzivnější a lépe soustředěné než ty vytvářené anodovými zdroji. Synchrotronové záření je možné naladit na nejrůznější vlnové délky, a také jej lze, několika různými způsoby, polarizovat, čímž lze vybrat fotony tak, aby se dosáhlo nejlepších možných účinných průřezů pro fotoionizaci. Vysoký tok fotonů rovněž umožňuje provádět XPS experimenty i pro atomární látky o nízkých hustotách, jako jsou molekulové a atomové adsorbáty.